# دونكان بيج
دونكان بيج (بالإنجليزية: Duncan Page)‏ هو مبارز بالسيف أسترالي، ولد في 29 أكتوبر 1934 في أستراليا.

## وصلات خارجية
- دونكان بيج على موقع أوليمبيديا (الإنجليزية)
- دونكان بيج على موقع اللجنة الأولمبية الأسترالية (الإنجليزية)